# 2-я Омская школа прапорщиков
2-я Омская школа подготовки прапорщиков пехоты — военно-учебное заведение для подготовки пополнения офицерского состава Русской императорской армии.

## История
2-я Омская школа прапорщиков пехоты была открыта в феврале 1916 года приказом по военному ведомству от 12 января 1916 г. № 24 и приказом войскам Омского военного округа № 122 от 27 февраля 1916 г..
Как большинство похожих учебных учреждений, массово создававших во время Первой мировой войны, являлась вынужденной временной мерой для восполнения убыли кадрового офицерского состава в действующей армии. Школы подготовки прапорщиков представляли собой воинские части, в задачи которых входила подготовка офицеров по ускоренным курсам военного времени.
Школа была расположена на территории упразднённой в 1864 году Омской крепости и таким образом занимала ряд зданий, одним из которых являлась бывшая казарма Омской и Иркутской дисциплинарных рот. Это комплекс из двух зданий, который включает в себя также здание, переданное в конце XIX — начале XX веков: Омскому военно-топографическому отделу, а впоследствии — Омской картографической фабрике.
Для командования Омского военного округа подготовка офицеров военного времени являлась непростой задачей: до 1915 года округ не занимался подготовкой офицерских кадров и не имел специальных военных учебных заведений. Отсутствие в округе необходимой инфраструктуры и опыта подготовки кадров серьёзно затруднял задачу обучения командных кадров.
Летом 1917 года юнкера 2-й Омской школы подготовки прапорщиков пехоты находились в действующей армии в составе ударных революционных юнкерских батальонов.
Осенью вплоть до момента вооружённого восстания в Петрограде юнкера 2-й Омской школы подготовки прапорщиков пехоты из-за резкого сокращения численности гарнизона постоянно несли караульную службу в городе. Кроме того, командование Омского военного округа регулярно использовало юнкеров для проведения облав на дезертиров, оцепления толп обывателей и солдат, чтобы предотвратить или пресечь погромные выступления на почве дороговизны и острого дефицита товаров и продовольствия.
В октябре 1917 года командующий войсками Омского военного округа прапорщик П. Н. Половников получил телеграмму начальника генерального штаба с требованием прекращения дальнейших приёмов в школы прапорщиков пехоты и закрытия школ после окончания курса обучаемых. Конференция представителей гарнизонных комитетов Омского военного округа, заседания которой проходили с 13 по 15 ноября 1917 г., приняла решение о расформировании 2-й Омской школы подготовки прапорщиков пехоты. При этом учащиеся школы были лишены юнкерского звания и отчислены в полки, из которых были командированы в школу солдатами.

### Антисоветское выступления школы 1-3 ноября 1917 г.
Утром 1 ноября 1917 г. начальник школы штабс-капитан Л. В. Селиванов разрешил провести общее собрание школы для обсуждения текущих событий. На собрании из числа юнкеров были избраны делегаты, которым было поручено вызвать представителей от Совета крестьянских депутатов, городской думы, казачества, а также лично областного комиссара А. Е. Новоселова и временно командующего войсками округа прапорщика П. Н. Половникова. Юнкера арестовали П. Н. Половинкина, выразившего поддержку большевикам. Функции командующего округом были переданы его бывшему помощнику подпоручику С. М. Немчинову, который отдал распоряжение о занятии здания гарнизонного собрания и штаба округа, где юнкерами было задержано несколько членов гарнизонного комитета и куда был перемещён центр восстания. В располагавшихся неподалёку от 2-й Омской школы подготовки прапорщиков пехоты складах 19-го Сибирского запасного стрелкового полка юнкера захватили боеприпасы и оружие. Немчинов, прибыв в Дом Республики совместно с членами крестьянского совета, встретил там осуждающее отношение и сложил с себя полномочия командующего. Вечером район крепости, в котором находились юнкера, был оцеплен просоветски настроенными частями гарнизона и Красной гвардией, в главном помещении школы непрерывно происходило обсуждение сложившейся ситуации. Вскоре часть юнкеров склонилась к тому, чтобы выполнить требование большевиков и освободить П. Н. Половникова. Последний был освобождён, и оцепление школы было снято.

## Отбор для поступления в школу
В связи с тем, что на подготовку офицеров отводилось очень мало времени, начальство школ, а также командиры частей уделяли пристальное внимание отбору желающих поступить в школы прапорщиков. Командование стремилось отобрать самых лучших и наиболее подходящих для офицерской службы нижних чинов. Отбор претендентов на поступление в школу начинался в воинских частях. Командиры частей составляли списки желающих стать юнкерами школ. В первую очередь в данный список попадали наиболее образованные нижние чины 1-го разряда по образованию. Военнослужащие 2-го разряда попадали в списки по остаточному принципу. Преимущество отдавалось тем, кто имел боевой опыт либо дольше всего прослужил в войсках. Нижние чины, окончившие унтер-офицерскую учебную команду, могли направляться в школы прапорщиков в приоритетном порядке. Претенденты должны были быть хорошо подготовленными в боевом и строевом отношении, иметь надлежащую физическую форму и хорошее здоровье, в особенности зрение, а также быть приведёнными к присяге. После прохождения первоначального отбора в воинских частях претенденты могли проходить дополнительный отбор в самой школе прапорщиков. Руководство школы стремилось отсеять наименее подходящих для офицерской службы солдат.
В то же время некоторые исследователи отмечают, что среди обучающихся практически отсутствовали лица, которые ранее окончили бы кадетские корпуса. Школам прапорщиков доставались «четвероклассники, с грехом пополам добившиеся свидетельства вольноопределяющихся 2-го разряда». Но и этот контингент с каждым набором заметно ухудшался.

## Система обучения
Программа подготовки командиров в школах прапорщиков подразделялась на классные (теоретические) и практические (полевые) занятия.
В теории юнкера школ изучали такие дисциплины, как стрелковое дело, службу связи, артиллерию, тактику, уставы (внутренний, дисциплинарный и гарнизонной службы), законоведение, топографию, окопное дело, пулеметное дело, гигиену, оптическую сигнализацию и т. д. Обучающиеся осваивали стрельбу из револьвера и винтовки, приёмы рукопашного и штыкового боя, полевую службу, службу связи, окопное дело, съёмку и топографию, инструкторскую часть и другие.
После прохождения обучения школ юнкера не сдавали специальных экзаменов. Успеваемость обучающихся контролировалась офицерами-преподавателями с периодичностью раз в два месяца.
Обучение заканчивалось общей оценкой знаний учащихся, которую давала комиссия под руководством начальника школы.

## Выпуски
За время существования школа произвела четыре выпуска:
- 1-й — 27 мая 1916 г. 431 человек;
- 2-й — 4 октября 1916 г. 435 человек;
- 3-й — 10 февраля 1917 г. 423 человека;
- 4-й — 26 июля 1917 г. 441 человек;
- 5-й выпуск, намеченный на 10 ноября 1917 г., не состоялся[12][13][14].

## Начальники
- Горский Бронислав Петрович, полковник, 27 февраля 1916 г. — 18 марта 1917 г.;
- Рубцов Константин Федорович, капитан, 18 марта 1917 г. — 19 июля 1917 г.;
- Селиванов Леонид Владимирович, штабс-капитан, 19 июля 1917 г. — ноябрь 1917 г.[15]